# Macrostylis zenkevitchi
Macrostylis zenkevitchi is een pissebed uit de familie Macrostylidae. De wetenschappelijke naam van de soort is voor het eerst geldig gepubliceerd in 1963 door Birstein.